# Meloe trapeziderus
Meloe trapeziderus is een keversoort uit de familie van oliekevers (Meloidae). De wetenschappelijke naam van de soort is voor het eerst geldig gepubliceerd in 1903 door Gahan.